# Дженкс, Джереми Уиппли
 Джереми Уиппли Дженкс  (англ.  Jeremiah Whipple Jenks; 2 сентября 1856, Сент-Клэр, Мичиган, США — 24 августа 1929, Нью-Йорк, США) — американский экономист, президент Американской экономической ассоциации в 1906—1907 годах.

## Биография
Джереми родился в Сент-Клэр, штат Мичиган 2 сентября 1856 году.
В 1878 году получил степень бакалавра, а степень магистра получил в 1879 году в том же Мичиганском университете. После учёбы в университете начал преподавать учителем литературы в Маунт-Моррис Колледже в штате Иллинойс, и изучал право в городе Порт-Гурон. В 1885 году получил докторскую степень в Галле-Виттенбергском университете под руководством Иоганнеса Конрада. Тема диссертации была об американском экономисте Генри Кэри.
После возвращения в Америку недолго преподавал в средней школе Пеории, затем в 1886 году в колледже Нокс, а в 1889—1891 годах профессор экономики и социологии в Индианском университете.
В 1891 году назначен профессором кафедры политических, муниципальных и социальных институтов в Корнеллском университете, куда перешёл вместе с учителем Франком Феттерем.
В 1891—1912 годах был профессором политэкономии и политики в Корнеллском университете и деканом экономического факультета, членом Школы истории и политологии имени президента Уайта.
В 1912—1929 годах профессор и член консультационного совета института Александра Гамильтона, а затем преподавал в Нью-Йоркском университете, а с 1917 года также стал директором отделения восточной политики и торговли.
В 1899—1901 годах — член Промышленной комиссии США, автор её отчета о промышленных объединениях в Европе и собрания законодательных актов, регулировавшие деятельность трестов и промышленных объединений в США. Назначения было с помощью друга Теодора Рузвельта.
В 1901—1902 годах был назначен Т. Рузвельтом специальным уполномоченным Военного министерства, в качестве которого посетил британские и голландские колонии в Восточной Азии и ознакомился с их денежной и налоговой системой, условиями труда и организацией полиции, в результате чего выработал рекомендации для колониальной администрации Филиппин.
В 1903 году — консультант правительства Мексики по денежной реформе. Т. Рузвельт его назначил главой комиссии по международному обмену. Зимой 1903—1904 годах посетил Пекин (Китай), где пытался добиться проведения денежной реформы на основе золотого стандарта.
В 1907—1910 годах назначен Т. Рузвельтом членом Иммиграционной комиссии США.
В 1908 году в качестве члена исполкома Национальной гражданской федерации разрабатывал Акт Шермана, а в 1914 году Закон Клейтона.
В 1917 году — член совещательного комитета Совета национальной обороны.
С 1918 году — член межправительственной комиссии по имущественным претензиям в Никарагуа, директор Тихоокеанского железнодорожного и Национального банка Никарагуа.
Член комитета по образованию для заграничной службы, председатель Национального совета по вопросам религии в системе высшего образования, вице-президент Национальной монетарной ассоциации и Китайского общества Америки.
В качестве члена исполнительного совета бойскаутов Америки подготовили присягу и закон для бойската.
После Первой мировой войны участвовал в разработке планов стабилизации германской валюты.
Джерими умер 24 августа 1929 года.

## Основной вклад в науку
В результате Ихэтуаньского восстания в Китае против иностранного вмешательства в экономику страны погибло большое количество иностранцев и миссионеров. Альянс восьми держав принял решение вторгнуться в Китай и ввели страховое возмещение в размере 400 миллионов серебряных лянов. В связи с резким падением стоимости серебра профессор Дженкс был отправлен в Китай в 1903 году для поддержки серебряной денежной системы на уровне паритета с золотом, где Дженкс принялся создавать золото-валютный стандарт для Китая.
Дженкс приходит к выводу, что без монополии или сговора невозможно сохранить без убытка отрасли с высокими фиксированными затратами. Отрасли, требующие небольшое количество капитала для входа на рынок, будут привлекать множество участников, а высокие барьеры (высокая капиталоёмкость) порождают отсутствие конкуренции. Потенциальная конкуренция (вероятность выхода на рынок конкурентов) не позволяет монополисту держать высокие цены на рынке.
В 1892 году Дженкс пишет, что совершенная конкуренция приводит к финансовому краху, только крупномасштабные организации эффективны. Антимонопольное законодательство в части преследования трестов неэффективно, и роль государство должна сводиться к прагматической адаптации к постоянно изменяющимся условиям рыночной экономики и общества в целом. В 1907 году Дженкс дополняет, что природа ряда отраслей такая, что должна управляться исключительно государством. Государственный инспектор может устранить ограничения конкуренции через систему контроля и надзора в связи с тем, что конкуренция даёт в целом лучший стимул усилий, оригинальность мышления, развития личности в предприятии. Правительство должно контролировать конкуренцию в рамке справедливых пределов.

## Награды
- 1906—1907 — президент Американской экономической ассоциации
- 1926 — премия Серебряного Буффало[англ.].